# Sphecodes fuelleborni
Sphecodes fuelleborni is een vliesvleugelig insect uit de familie Halictidae. De wetenschappelijke naam van de soort is voor het eerst geldig gepubliceerd in 1928 door Blüthgen.